# Pedro López de Ayala y Carrillo
Pedro López de Ayala y Carrillo (Toledo, 1471-26 de marzo de 1537), III conde de Fuensalida y gobernador del reino de Galicia. 

## Biografía
Era hijo de Alfonso de Silva y su esposa María Carrillo, pero quedó huérfano al año siguiente de nacer. Fue criado por su abuelo, Pedro López de Ayala, primer conde de Fuensalida, que le encerró en el castillo de Guadamur y lo presionó para vender la villa de Cedillo al secretario real Fernán Álvarez de Toledo por un millón de maravedíes, operación concretada en enero de 1487. A finales de abril de 1489 heredó el condado de Fuensalida de su tío, Pedro López de Ayala y Silva, que murió sin hijos legítimos. La esposa de éste, Aldonza Carrillo de Guevara, se apoderó de la fortaleza de Guadamur para evitar su toma de posesión por el nuevo conde, pero finalmente ambas partes llegaron a un acuerdo satisfactorio en julio de 1489, por el cual Pedro de Ayala recibiría la fortaleza y heredad de Guadamur a cambio de un juro de 60 000 maravedíes anuales de por vida, entre otras compensaciones.
El conde ejerció en Toledo los oficios de alcalde mayor y alguacil mayor, tradicionales de la familia, y por el segundo percibía al año un sueldo de 80 000 maravedíes. La consolidación de la figura del corregidor en esta ciudad, impulsada por los Reyes Católicos, sirvió para recortar las atribuciones de ambos cargos y negarles la posibilidad de veto de cualquier acuerdo municipal. Pero después de la muerte de Isabel la Católica, el conde entró en la órbita del nuevo rey Felipe el Hermoso y éste le restituyó en sus plenas facultades, con el privilegio de tener vara y nombrar alguaciles de su mano, le concedió una merced de 300 libras por «servicios especiales» en 1502 y lo nombró como su montero mayor, con un salario de 100 000 maravedíes, el 21 de agosto de 1506. Asimismo, también le ordenó que formase una hueste de 50 lanzas y la tuviese bajo su mando a costa de la hacienda real.   
En 1506 fue uno de los caballeros toledanos que se comprometió, bajo juramento y pleito homenaje, a guardar la paz en la ciudad y no participar de ningún altercado que pudiese surgir en ella. Ello no evitó, sin embargo, el recrudecimiento de la guerra de bandos entre los Ayala, familia a la que pertenecía, y sus rivales los Silva, que al año siguiente se enfrentaron en un grave refriega callejera que dejó varios muertos y numerosos heridos.  
En 1518, ya en el reinado de Carlos I, el conde fue nombrado gobernador general del reino de Galicia, al frente del cual estuvo ocho años. Terminada su gestión, cedió el oficio de alguacil mayor de Toledo a su sobrino y heredero Álvaro de Ayala en 1529. Pocas horas antes de morir, el conde otorgó un segundo testamento y un codicilio final el 25 de marzo de 1537. Entre otras disposiciones contenidas en el testamento, pedía que su cuerpo fuese enterrado en la capilla de Santo Tomé de Toledo, fundaba un hospital en Fuensalida y nombraba heredera de sus bienes libres a su esposa Francisca de Ribera, a quien además le debería ser entregada la fortaleza de Guadamur, y como heredero del mayorazgo a su sobrino-nieto Pedro López de Ayala.

## Matrimonio y descendencia
Previa dispensa papal debido al parentesco de los contrayentes, el conde casó en 1492 con Inés de Ribera, hija de Juan de Ribera, señor de Montemayor, Villaluenga y Gálvez, y por los capítulos matrimoniales firmados el 4 de noviembre de 1487 la dote se pactó en tres millones de maravedíes y las arras en 600 000. Inés de Ribera pertenecía a una rama menor de los Silva, y este enlace —concertado desde 1475 por el primer conde de Fuensalida— pretendía acercar posiciones entre dos casas nobles tradicionalmente rivales. Sin embargo, Inés falleció en julio de 1494 sin que la pareja llegase a tener hijos. Es por ello que, meses después, el conde volvió a concertar un segundo matrimonio con Catalina Manrique, hija de Garci Fernández Manrique, I marqués de Aguilar de Campoo y IV conde de Castañeda, para cuyo pago de arras debió hipotecar la villa de Huecas y la dehesa de Portusa. De este enlace, celebrado en 1499, tampoco nació ningún heredero, y Catalina falleció después de mayo de 1531. Con igual resultado, el conde casó por tercera vez con Francisca de Ribera, perteneciente, al igual que su primera esposa, a la familia de los Silva.
El conde había elegido como heredero a su sobrino Álvaro de Ayala, hijo de su hermana María de Silva y de su esposo Fadrique Manrique. Sin embargo, este falleció en 1532, cinco años antes de la muerte del tercer conde, de modo que sucedió en el condado su sobrino nieto, el hijo que Álvaro de Ayala había tenido con su esposa Catalina Manrique, hija de Luis Fernández Manrique de Lara, II marqués de Aguilar de Campoo, y su esposa Ana Pimentel.